# Stanislav Strapek
Stanislav Strapek (* 3. května 1953) je bývalý slovenský fotbalista, útočník, reprezentant Československa.

## Fotbalová kariéra
V československé lize hrál za Lokomotivu Košice. Nastoupil ve 190 ligových utkáních a dal 26 gólů. V Poháru vítězů pohárů nastoupil ve 4 utkáních a dal 1 gól. Za československou reprezentaci nastoupil 26. 3. 1980 v přátelském utkání ve Švýcarsku, které skončilo prohrou 0-2. Finalista Československého poháru 1981 a 1985.

## Ligová bilance
| Ročník                                        | Zápasy | Góly | Klub              |
| --------------------------------------------- | ------ | ---- | ----------------- |
| 1. československá fotbalová liga 1979/1980    | 28     | 5    | Lokomotíva Košice |
| 1. československá fotbalová liga 1980/1981    | 30     | 4    | Lokomotíva Košice |
| 1. československá fotbalová liga 1981/1982    | 26     | 4    | Lokomotíva Košice |
| 1. československá fotbalová liga 1982/1983    | 26     | 6    | Lokomotíva Košice |
| 1. československá fotbalová liga 1983/1984    | 26     | 4    | Lokomotíva Košice |
| 1. československá fotbalová liga 1984/1985    | 28     | 3    | Lokomotíva Košice |
| 1. československá fotbalová liga 1985/1986    | 26     | 0    | Lokomotíva Košice |
| 1. slovenská národní fotbalová liga 1986/1987 | 24     | 2    | Lokomotíva Košice |
| CELKEM 1. československá liga                 | 190    | 26   |                   |